# Vaňkova (Praha)
Vaňkova je ulice v Hloubětíně na Praze 14, která spojuje křižovatku ulic Šestajovická, Svépravická, Soustružnická s křižovatkou ulic V Chaloupkách a Štolmířská. Protíná ji ulice Čertouská a od severu do ní ústí ulice Liblická. Má přibližný západovýchodní průběh.
Od svého vzniku v roce 1930 do roku 1952 se ulice jmenovala Na Lehovci, protože se nachází na svahu kopce Lehovec (původně Hlohovec). V době nacistické okupace v letech 1940–1945 se německy nazývala Lehowetz-Straße. V roce 1952 byla přejmenována na počest Jaroslava Vaňka (1911–1942), který byl členem KSČ, pracoval jako dělník v závodě Letov, pro své ilegální aktivity byl nacisty 22. července 1942 popraven v koncentračním táboře Mauthausen v Rakousku.
Zástavbu tvoří rodinné domy.

### Externí odkazy

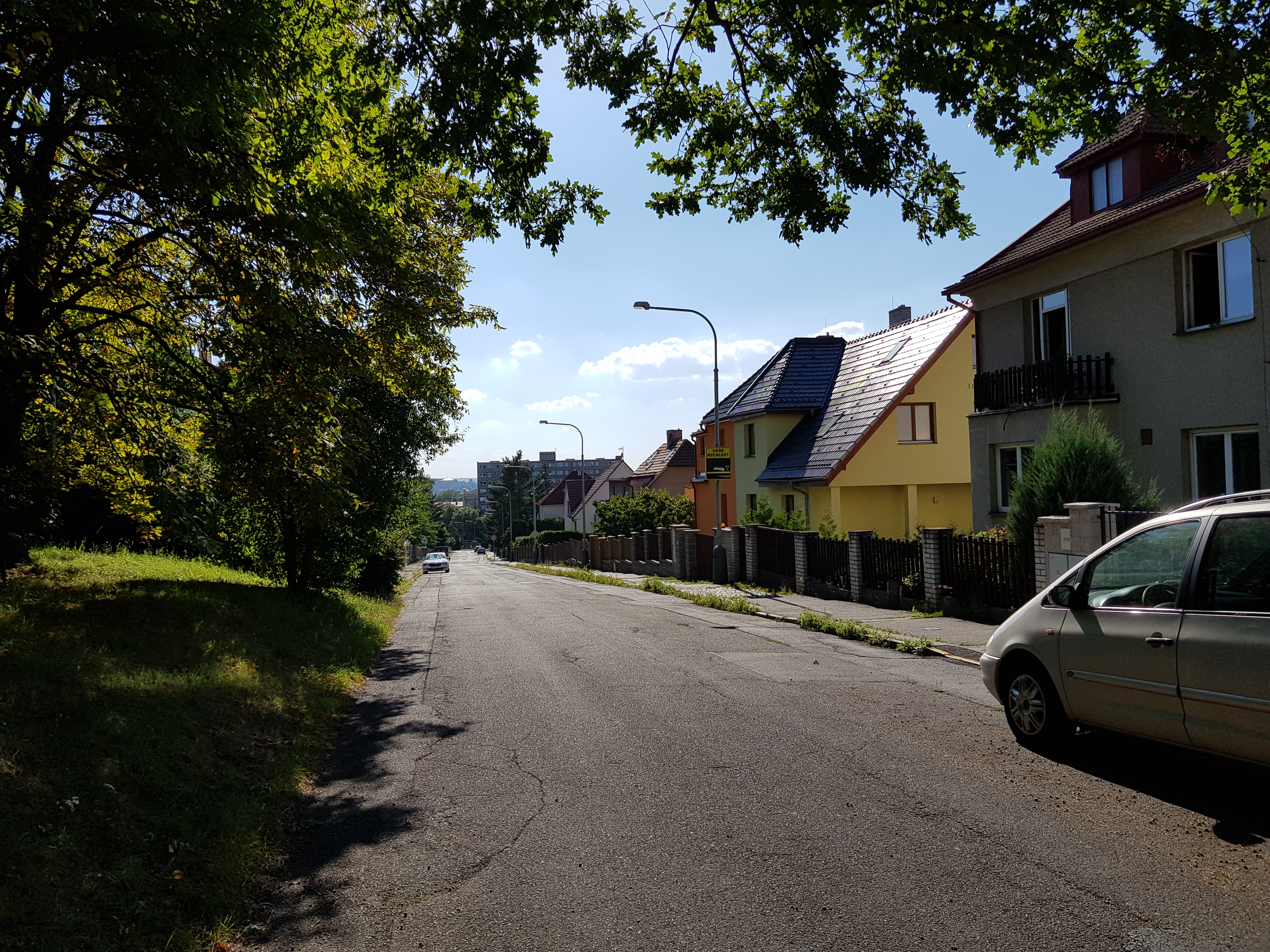
Pohled od ulice V Chaloupkách na západ